# Клетки Лангерганса

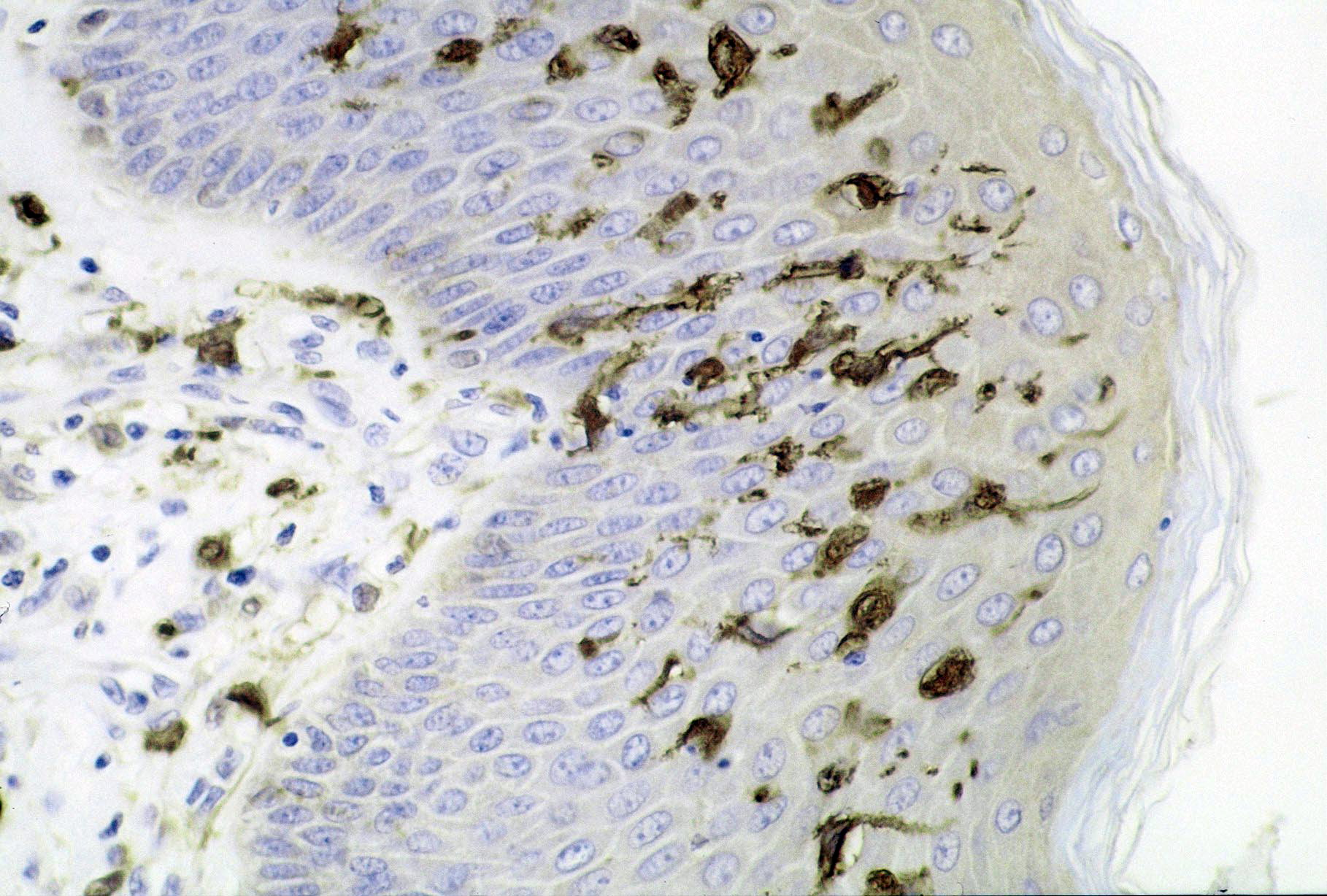
Срез кожи, заметно большое число клеток Лангерганса

Клетки Лангерганса (внутриэпидермальные макрофаги) — подтип дендритных клеток, содержащийся в эпителиальных тканях и названный в честь Пауля Лангерганса, открывшего их в 1868  году.
Имеют костномозговое происхождение. Находятся преимущественно в базальном и шиповатом слое эпидермиса, где захватывают антигены, осуществляют их процессинг, транспорт в лимфатические узлы, представляя лимфоцитам и вызывая тем самым развитие иммунной реакции.
Содержат развитые органеллы и особые мембранные гранулы (гранулы Бирбека) в форме теннисной ракетки, содержащие лангерин.